# Phyllocnistis maxberryi
Phyllocnistis maxberryi là một loài loài bướm thuộc họ Gracillariidae. Nó chỉ được tìm thấy ở Costa Rica. Loài này sống ở độ cao khoảng 1,950 và 3,100 m ở tỉnh Heredia, vùng miền trung Volcanic Conservation và the tỉnh Cartago, Cerro de la Muerte, Villa Mills, ở Cordillera de Talamanca.

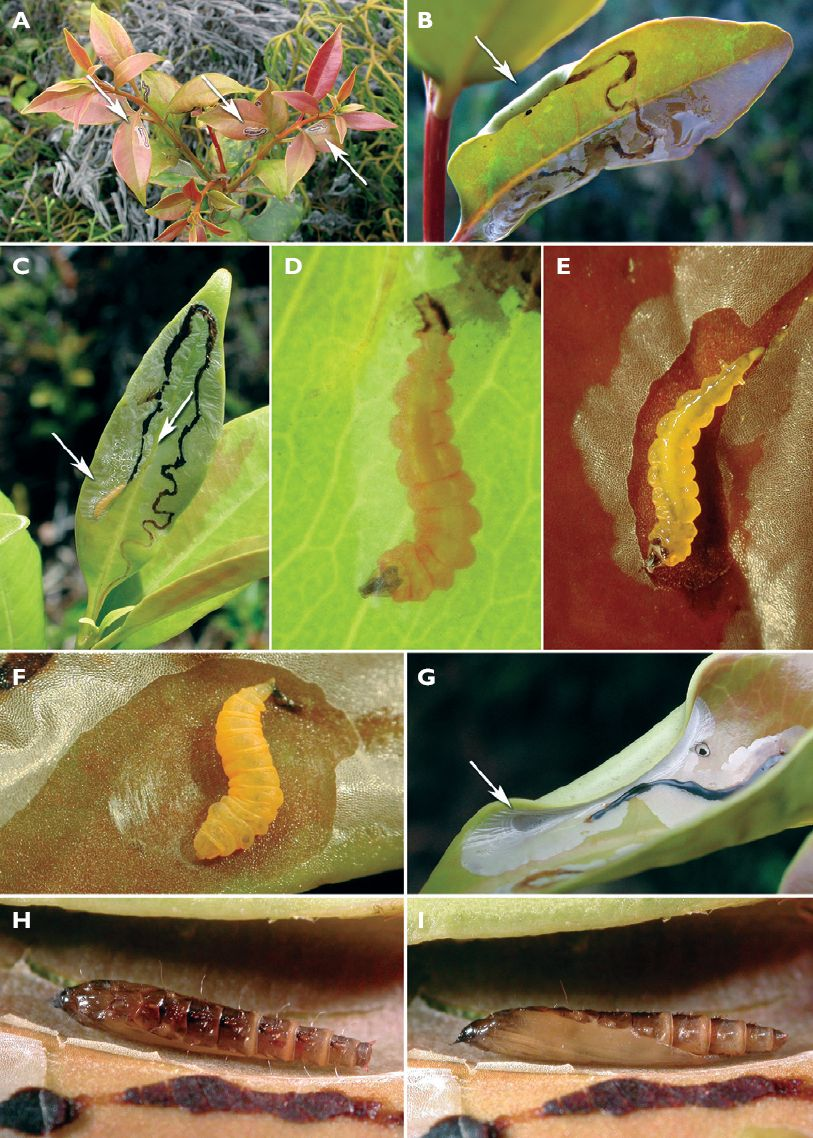
Life history của Phyllocnistis maxberryi.
A Leaf mines of young growing Gaiadendron shoot B mature mine with pupal cocoon fold (arrow) C nearly mature mine và mature sap-feeding larva (left arrow), và oviposition location (right arrow) D close-up view of mature sap-feeding larva E openede mine showing mature sap-feeding larva in situ F opened young pupal cocoon fold showing cocoon-spinning larva in situ G pupal cocoon fold, arrow pointing at thinner pupal exit H opened pupal cocoon fold showing pupa in situ, dorsal view I pupa in situ, lateral view.

Chiều dài cánh trước là 2.2-3.7 mm. Ấu trùng ăn các loài Gaiadendron punctatum.